# Nudeln (Mast)

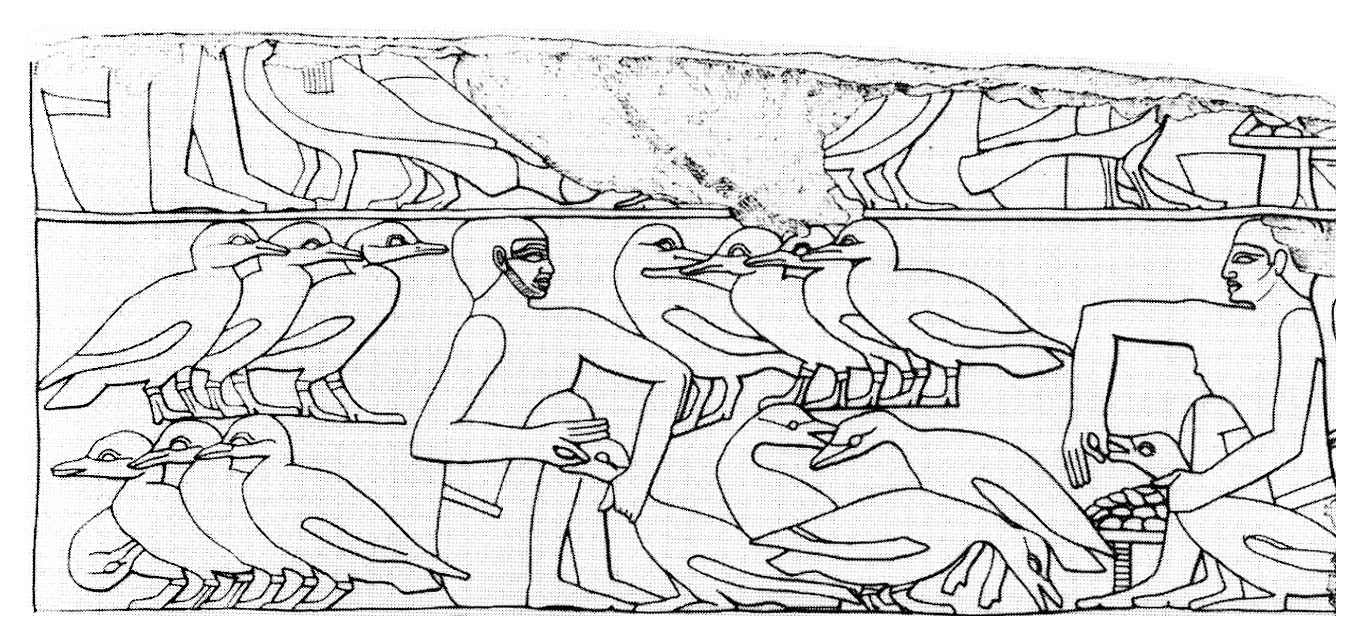
Mästung von Gänsen auf einem ägyptischen Flachrelief, New York Public Library

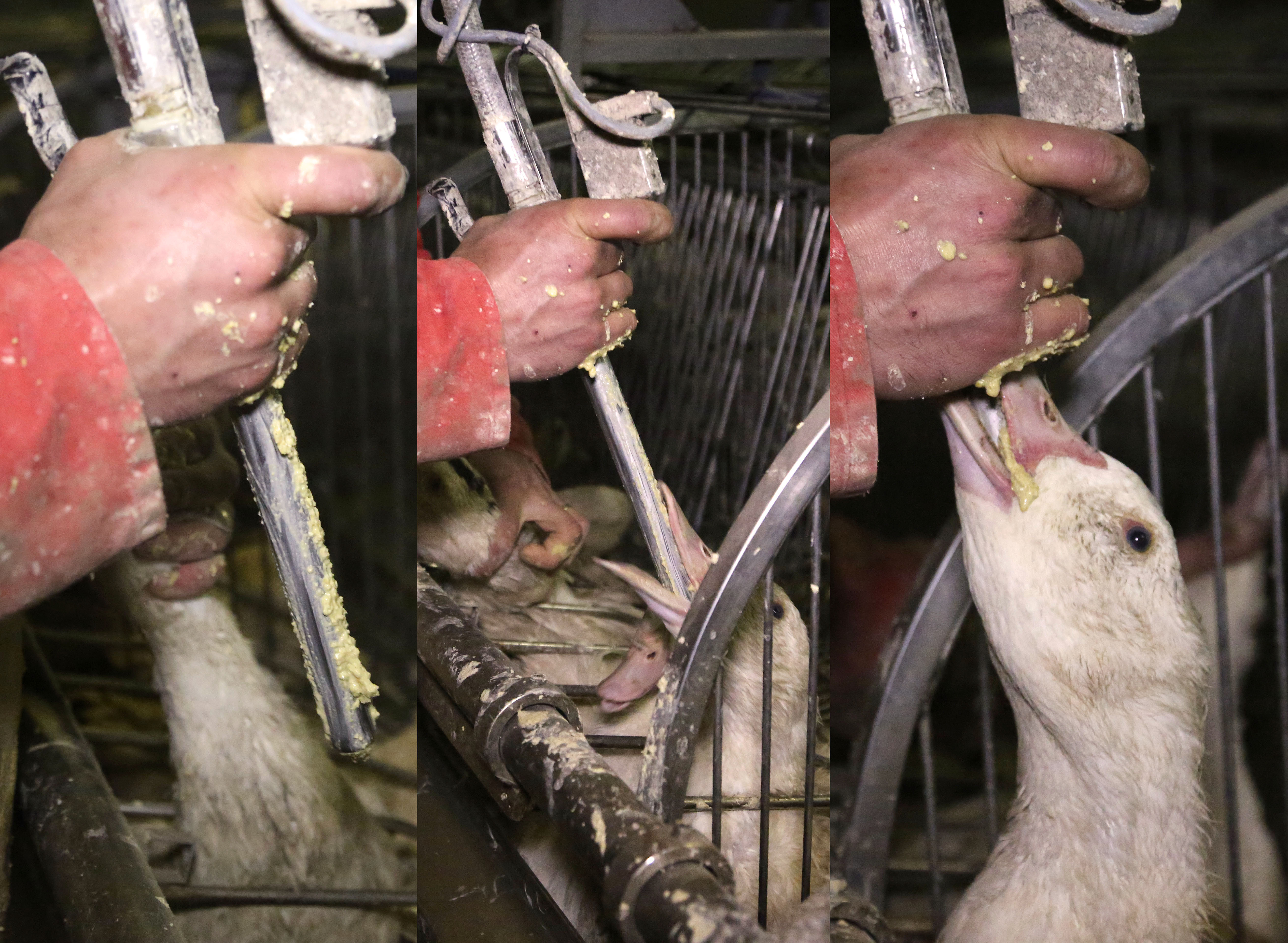
Nudeln von Mulard-Enten

Nudeln oder Stopfen ist eine Form der Geflügelmast, bei der Gänse oder Enten „gestopft“ werden, indem ihnen das Futter per Zwangsernährung verabreicht wird.

## Allgemeines
Ziel der Mast ist es, durch eine unnatürlich große Futterzufuhr eine massive Vergrößerung und Verfettung der Leber zu erreichen, der Foie gras, die dann meist zu Gänseleberpastete (französisch Pâté de Foie gras) weiterverarbeitet wird.
Die Fettlebern entstehen durch eine bestimmte Mastform (gavage), die Nudeln oder Stopfen genannt wird, bei der die Tiere in den letzten 10 bis 15 Tagen vor der Schlachtung zwangsernährt werden. Zwei Mal pro Tag bei Enten und drei bis fünf Mal pro Tag bei Gänsen wird den Tieren mit einem Rohr ein Futterbrei aus Mais in die Speiseröhre gepumpt. Am Ende der Mast wiegt eine Entenleber ungefähr 700 Gramm, was dem Zehnfachen des normalen Gewichts entspricht. Der Fettgehalt einer gestopften Leber schwankt zwischen 56 und 60 Prozent, während eine normale Entenleber einen Fettgehalt von 4,6 Prozent aufweist.
Der Nudelvorgang dauert wenige Sekunden: Gänsen und Enten wird eine etwa 30 cm lange Metall- oder Plastikröhre in den Schlund eingeführt, über die aus einem Vorratsbehälter das Mastfutter unter Druck in den Magen gepresst wird. Bei zu hohem Druck kommt es zum Reißen der Speiseröhre, des Kropfes bzw. des Magens, was zum Tod des Tieres führt. Während dieser Phase der Mast sterben 2–4 % der Tiere, was einer 10- bis 20-mal höheren Mortalitätsrate als in der herkömmlichen Gänse- und Entenmast entspricht.
Diese Form der Mast wird heute fast ausschließlich in Frankreich (im Périgord und im Elsass) betrieben; früher war das Stopfen jedoch auch in anderen Ländern verbreitet, in Deutschland beispielsweise in Baden und in der Pfalz. Weitere Produktionsländer sind Ungarn, Bulgarien und Kanada, USA und China.

## Rechtliche Aspekte

Wichtige Länder und Regionen mit Stopfleberproduktion
Länder und Regionen, in denen die Stopfmast verboten ist
Keine Daten

Diese Mastform wird heute in zahlreichen Staaten als Tierquälerei angesehen und ist dort durch das Tierschutzgesetz oder andere Gesetze verboten, etwa in Argentinien, Dänemark, Deutschland, Finnland, Großbritannien, Irland, Israel (seit 2005), Italien (seit 2004), Luxemburg, den Niederlanden, Norwegen, Österreich, Polen, Schweden, Tschechien, Kalifornien und der Schweiz. Seit 2014 ist der Import von Foie gras in Indien verboten. Import und Verkauf sind aber beispielsweise in der EU weiter zugelassen.
In Frankreich wurde die Foie gras im Oktober 2005 von der französischen Nationalversammlung in einem Zusatz zum Landwirtschaftsgesetz zum „nationalen und gastronomischen Kulturerbe“ erklärt und ist dadurch von französischen Tierschutzgesetzen ausgenommen.